# .sj
.sj là tên miền quốc gia cấp cao nhất (ccTLD) để dành cho Svalbard và Jan Mayen. Được quản lý bởi UNINETT Norid. Hiện nó không dùng vì Svalbard và Jan Mayen là một phần của Na Uy.